# Pinus devoniana
Pinus devoniana ist ein immergrüner Nadelbaum aus der Gattung der Kiefern (Pinus) mit meist zu fünft wachsenden, meist 25 bis 40 Zentimeter langen Nadeln und 15 bis 35 Zentimeter langen Samenzapfen. Das natürliche Verbreitungsgebiet liegt im Süden von Mexiko und in Guatemala. Die Art wird in der Roten Liste der IUCN als nicht gefährdet eingestuft. Das Holz wird im natürlichen Verbreitungsgebiet häufig als Feuerholz verwendet. Sie wird trotz ihrer sehr langen Nadeln, der großen Zapfen und der rotbraunen Borke kaum gärtnerisch verwendet.

## Beschreibung

### Erscheinungsbild
Pinus devoniana wächst als immergrüner, 20 bis 30 Meter hoher Baum. Der Stamm steht meist aufrecht und erreicht einen Brusthöhendurchmesser von 80 bis 100 Zentimetern. Die Stammborke ist dick, sehr rau, schuppig und in längliche, rötlich braune bis dunkelbraune Platten geteilt, die durch tiefe, vertikale, schwarze Risse getrennt sind. Die Äste stehen ausgebreitet und dann aufsteigend oder nahe der Spitze aufsteigend und bilden eine offene, breit pyramidenförmige oder kuppelförmige Krone. Junge Triebe sind 15 bis 20 Millimeter dick, steif, gebogen, sehr rau und schuppig.

### Knospen und Nadeln
Die Niederblätter sind dunkelbraun bis schwarzgrau, bis zu 20 oder 25 Millimeter lang, pfriemförmig, trockenhäutig, zurückgebogen und mit einem unregelmäßig gezackten und bewimperten Rand versehen. Die vegetativen Knospen sind groß, eiförmig-spitz und nicht harzig. Endständige Knospen sind 20 bis 40 Millimeter lang, seitständige Knospen sind kürzer. Die Nadeln wachsen meist zu fünft, selten zu viert oder zu sechst in einer 30 bis 40 selten bis 45 Millimeter langen, sich unter Witterungseinfluss auf 20 bis 35 Millimeter verkürzenden, häufig sehr harzigen Nadelscheide. Sie sind glänzend grün, entweder steif und gerade oder biegsam und hängend, meist 25 bis 40, selten schon ab 17 oder bis 45 Zentimeter lang und 1,1 bis 1,6 Millimeter dick. Der Nadelrand ist fein gesägt, das Ende stechend-spitz. Auf allen Nadelseiten gibt es deutliche Spaltöffnungsstreifen. Es werden meist drei oder vier seltener bis zu sechs Harzkanäle gebildet. Die Nadeln bleiben zwei bis drei Jahre am Baum.

### Zapfen und Samen
Die Pollenzapfen sind anfangs purpur-rosafarben und färben sich später hellbraun. Sie sind zylindrisch und 20 bis 40 Millimeter lang. Die Samenzapfen wachsen einzeln, in Paaren oder Wirteln von drei oder vier nahe den Enden der Zweige auf kurzen, bleibenden Stielen. Ausgewachsene Zapfen variieren in Größe und Form sind jedoch häufig eiförmig-länglich mit schiefer Basis und gebogen. Sie sind ausgereift und geöffnet 15 bis 35 Zentimeter lang bei Durchmessern von 8 bis 15 Zentimetern. Die 150 bis 250 Samenschuppen sind beinahe rechteckig, dick holzig, steif oder bei Kraftaufwendung etwas biegsam, gerade oder leicht zurückgebogen. Die Apophyse ist meist erhöht, im Umriss rhombisch, quer gekielt und zeigt verschiedene Brauntöne. Der Umbo liegt dorsal. Er ist erhöht, flach oder eingesenkt, graubraun und mit einem meist bald abfallenden Stachel bewehrt.
Die Samen sind schief breit-eiförmig, abgeflacht, 8 bis 10 Millimeter lang, 5 bis 7 Millimeter breit, hellbraun und häufig dunkel gefleckt. Die Samenflügel sind schief eiförmig bis länglich, 25 bis 35 Millimeter lang, 10 bis 15 Millimeter breit, mit einer geraden Seite, hellbraun und dunkler gestreift.

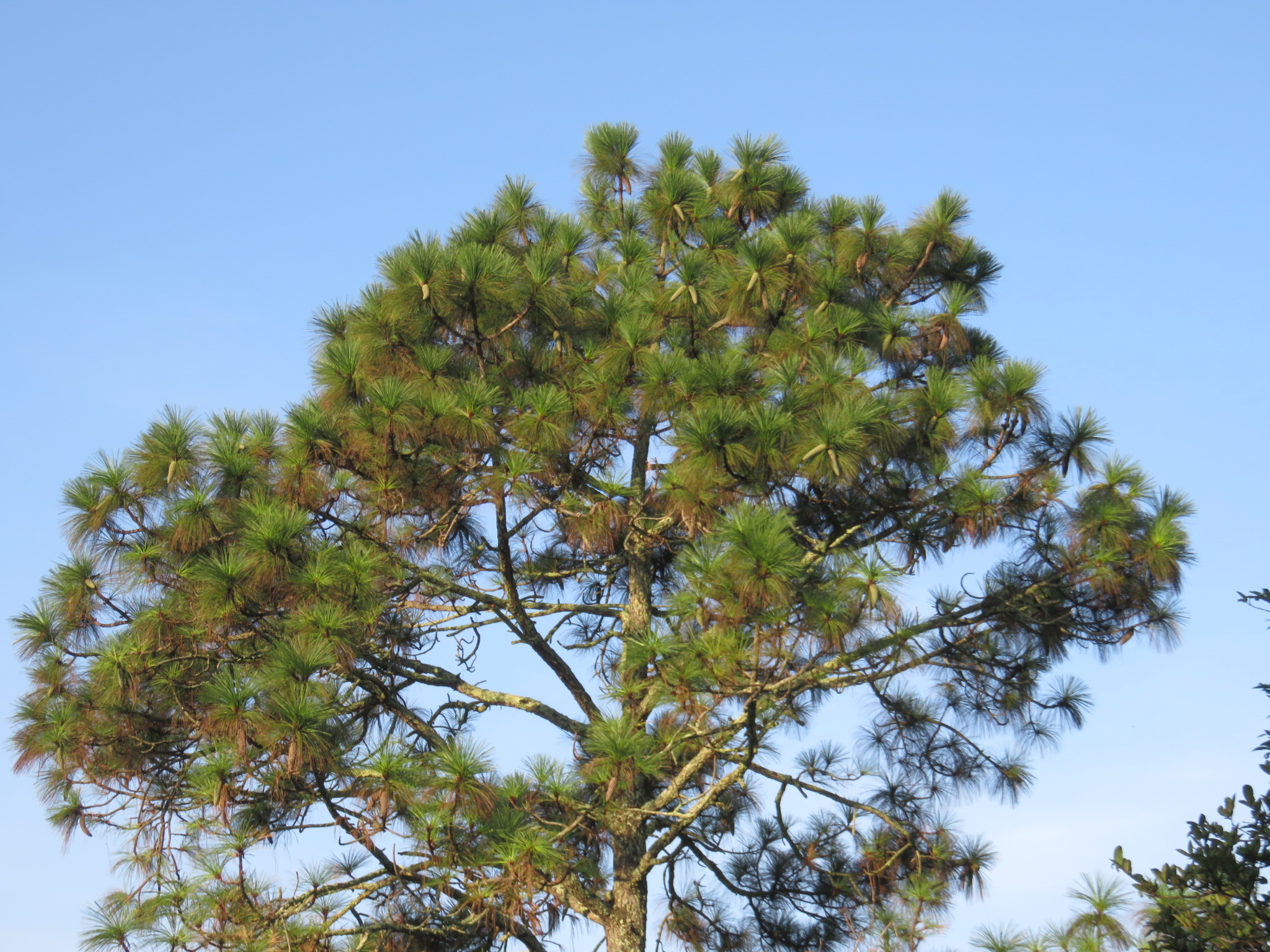
Krone mit Zapfen
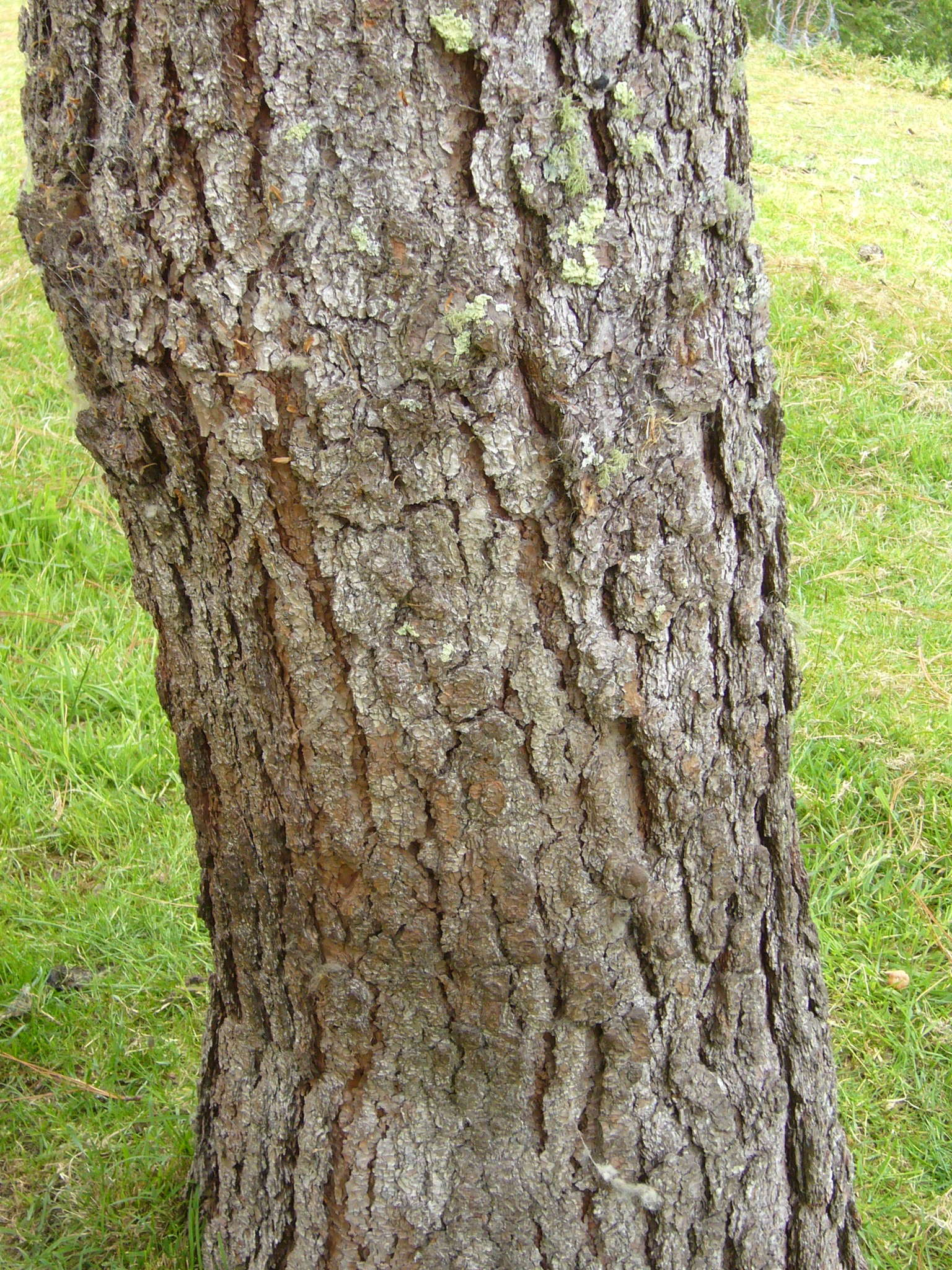
Stamm
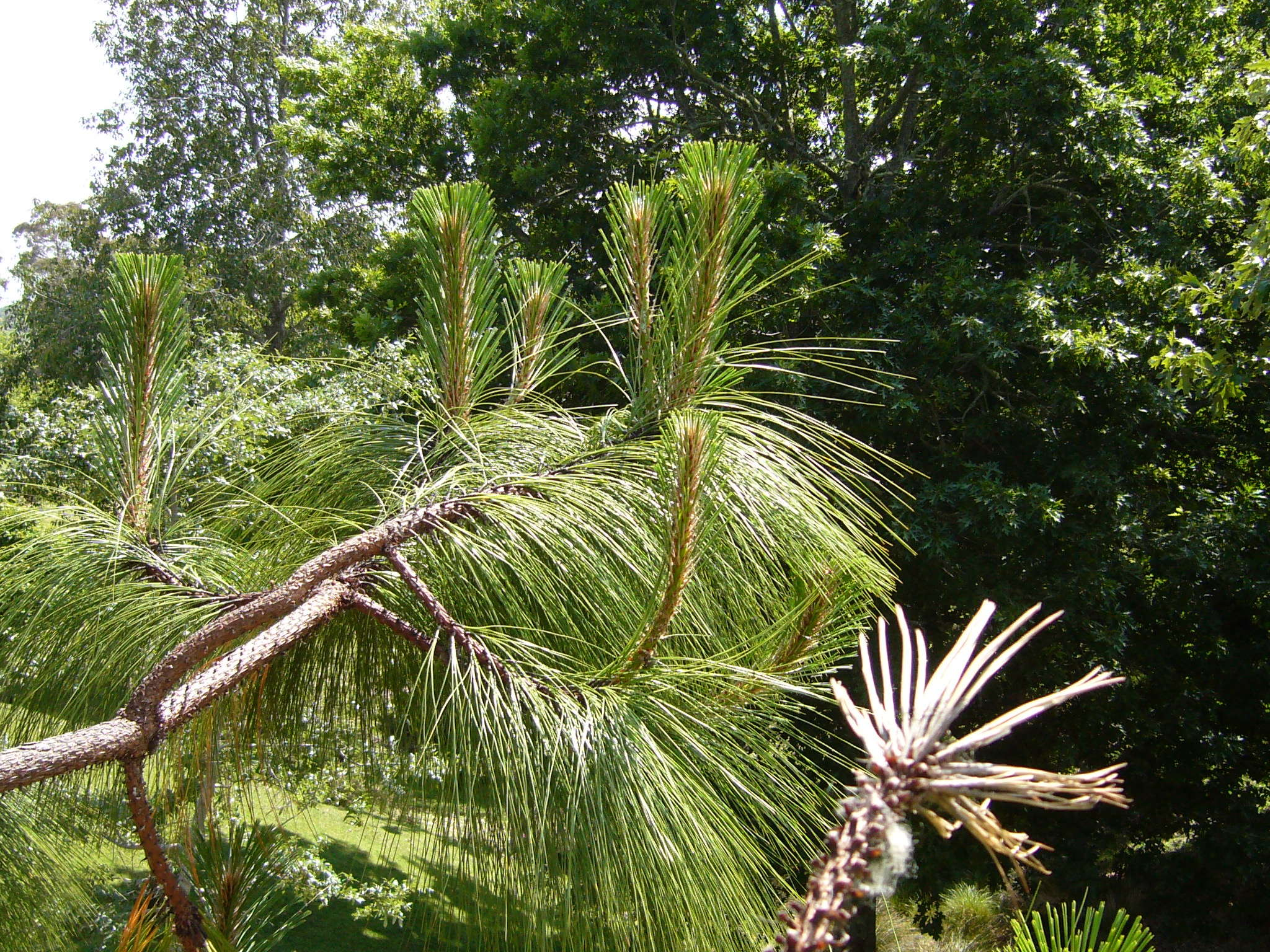
Benadelte Zweige
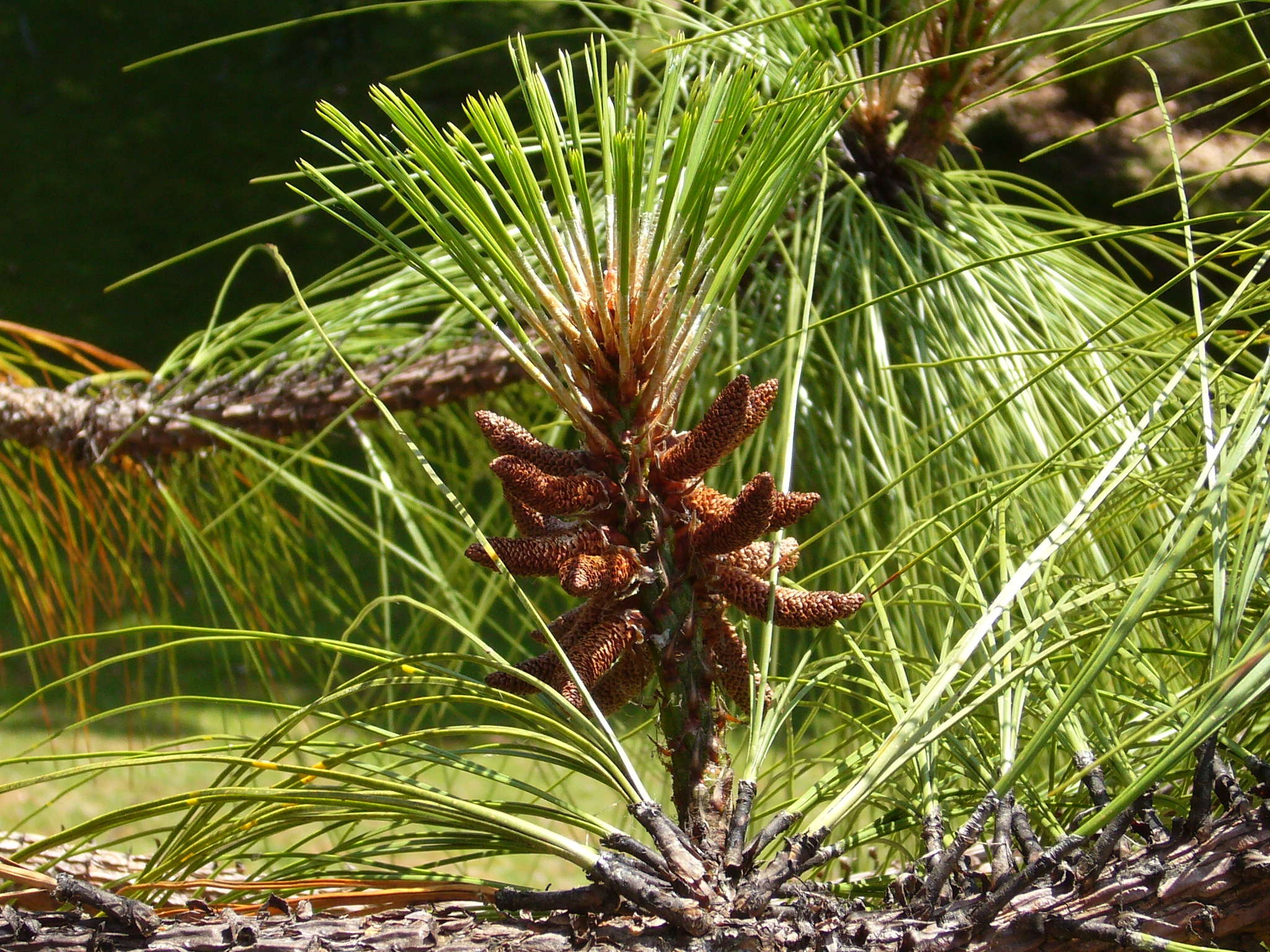
Junger Trieb mit Pollenzapfen
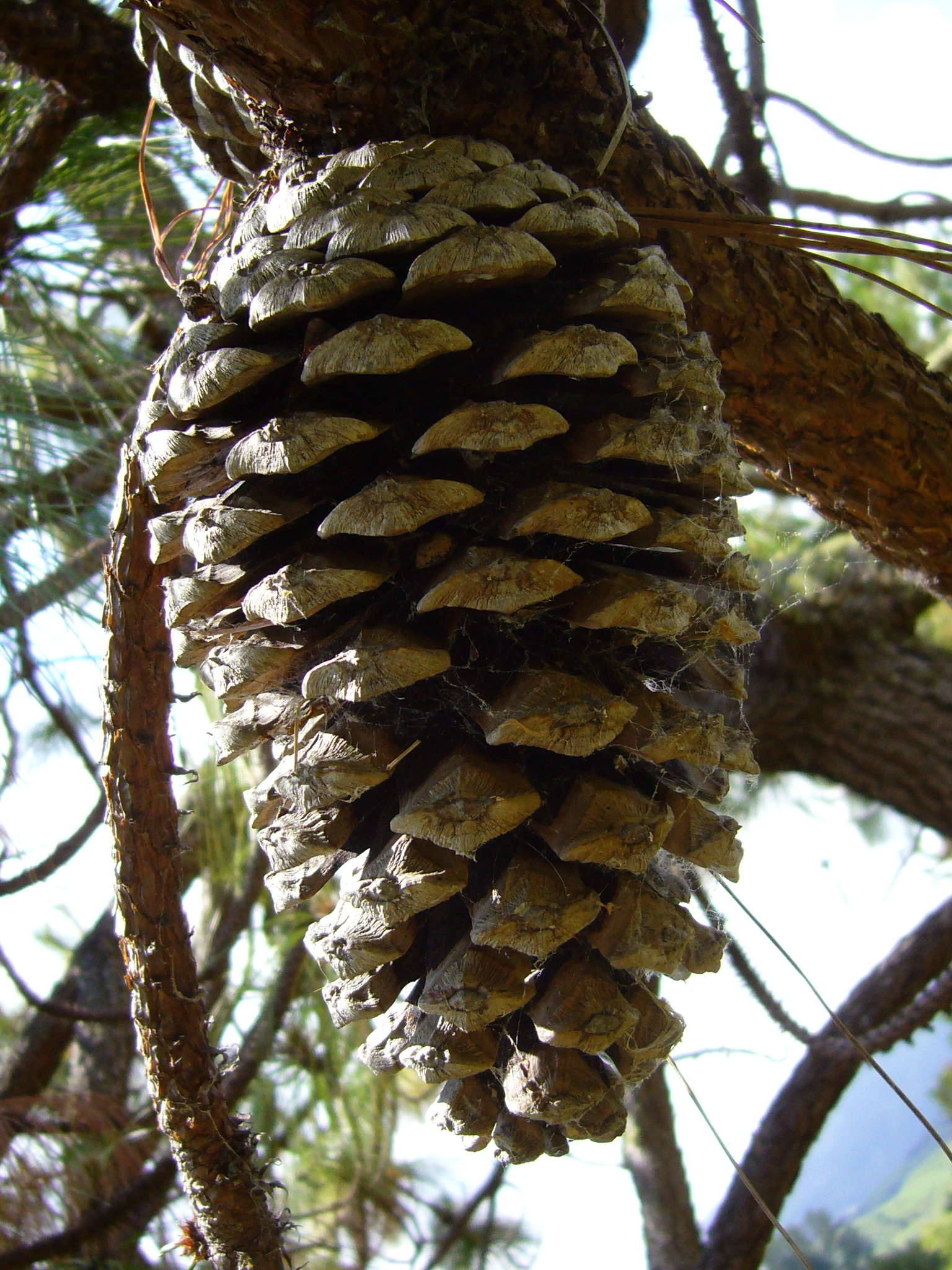
Geöffneter Samenzapfen

## Verbreitung, Ökologie und Gefährdung

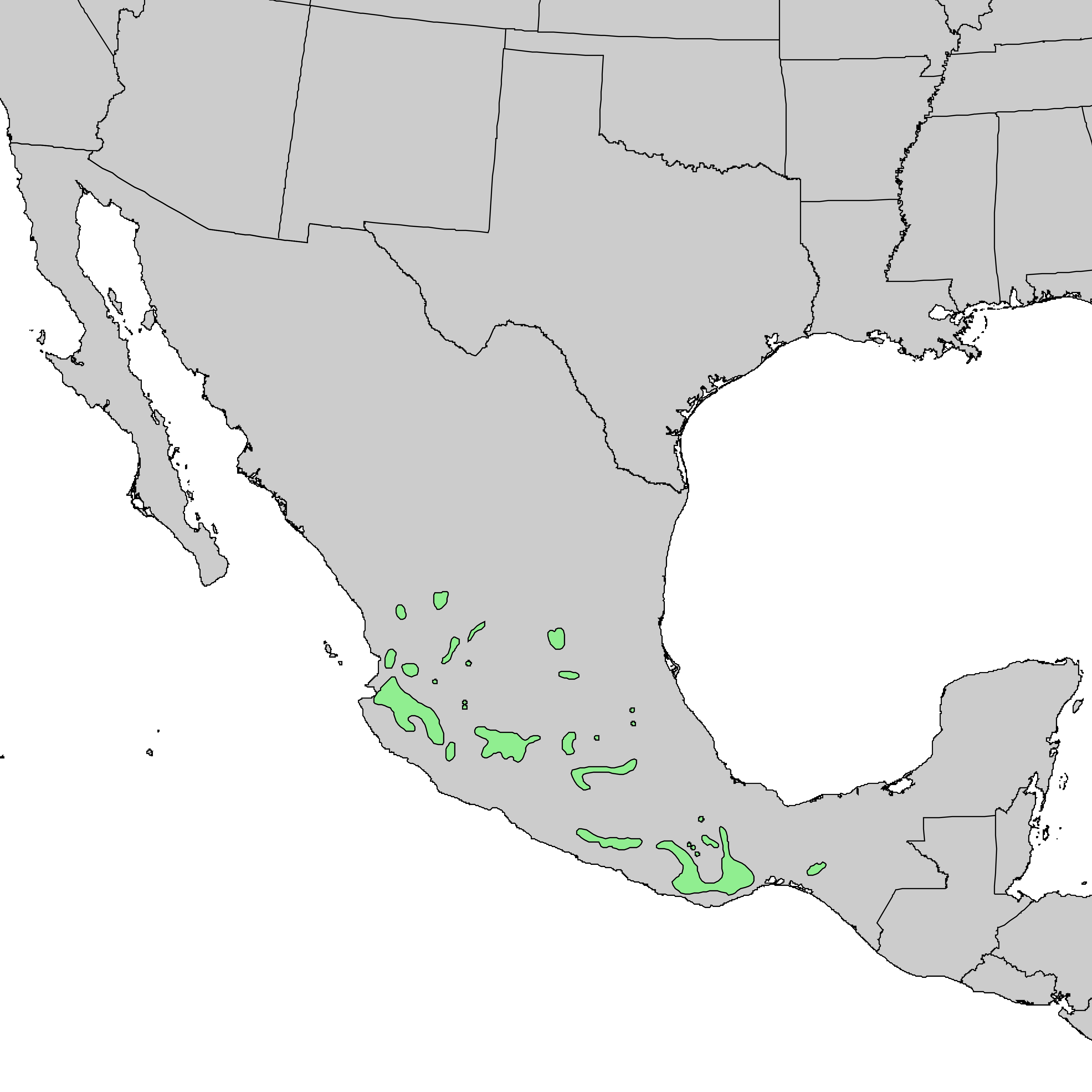
Verbreitungskarte

Das natürliche Verbreitungsgebiet von Pinus devoniana liegt in Mexiko in den Bundesstaaten Sinaloa, Nayarit, Jalisco, Zacatecas, Aguascalientes, San Luis Potosí, Querétaro, Hidalgo, Michoacán, México, in Mexiko-Stadt, Morelos, Tlaxcala, Puebla, Veracruz, Guerrero, Oaxaca und Chiapas und in den südlichen Hochländern von Guatemala.
Die Art wächst in Höhen von meist 900 bis 2500 Metern, seltener schon ab 700 oder bis 3000 Metern. Das Klima ist warm-gemäßigt bis subtropisch mit einer jährlichen Niederschlagsmenge von 1000 bis 1500 Millimeter und einer Trockenzeit, die von November bis Mai dauert. Das Verbreitungsgebiet wird der Winterhärtezone 9 zugerechnet mit mittleren jährlichen Minimaltemperaturen zwischen −6,6 und −1,2 °Celsius (20 bis 30 °Fahrenheit). Dia Art wächst auf verschiedenen Bodentypen, besonders häufig auf Böden vulkanischem Ursprungs. Pinus devoniana wächst in offenen häufig sekundären Mischwäldern aus Kiefern und Eichen (Quercus spp.) oder zusammen mit Pinus oocarpa als Pionierpflanze auf durch Feuer beeinträchtigten Berghängen. Häufig findet man sie auch zusammen mit anderen Kiefernarten, abhängig von der geografischen Breite und Höhenlage beispielsweise mit Pinus oocarpa, Pinus montezumae, Pinus pseudostrobus, Pinus maximinoi und seltener mit Pinus cembroides in niedrigeren Lagen und Pinus hartwegii in höheren. Weiters findet man in den Wäldern Vertreter der Eichen (Quercus) und der Amberbäume (Liquidambar) und im Unterholz Vertreter der Gattungen Calliandra und Leucaena, der Akazien (Acacia), der Gattung Dodonaea, der Scheinbeeren (Gaultheria) und der Mimosen (Mimosa). Pinus devoniana durchläuft wie andere Kiefernarten in Wäldern mit Trockenperioden ein Grasstadium, in dem die jungen Kiefern nicht höher als Gras wachsen und sehr feuerresistent sind.
Auf Pinus devoniana wachsen mehrere Arten der Zwergmisteln (Arceuthobium) parasitär, so in Oaxaca und Chiapas Arceuthobium aureum subsp. petersonii, in Durango, Sinaloa und Jalisco Arceuthobium  durangense, im Süden Mexikos Arceuthobium globosum subsp. grandicaule und seltener ebenfalls in Oaxaca Arceuthobium oaxacanum. Weiters findet man auch Psittacanthus macrantherus auf dieser Art. Als Schadinsekten treten Vertreter der Buschhornblattwespen  (Diprionidae) aus der Gattung Neodiprion auf, die die Nadeln schädigen. Käfer der Gattungen Ips, Dendroctonus, Pityophthorus und der Kiefernrüssler (Pissodes) sowie der Wickler (Tortricidae) der Gattung Rhyacionia befallen die Borke. Die Zapfen werden von der Käferart Conophthorus michoacan und dem Hautflügler (Hymenoptera) Megastigmus albifrons angegriffen. Vertreter der Wickler aus der Gattung Cydia und der Zünsler (Pyralidae) Dioryctria erythropasa befallen die Samen.
In der Roten Liste der IUCN wird Pinus devoniana als nicht gefährdet („Lower Risk/least concern“) eingestuft. Es wird jedoch darauf hingewiesen, dass eine Neubeurteilung aussteht.

## Systematik und Forschungsgeschichte

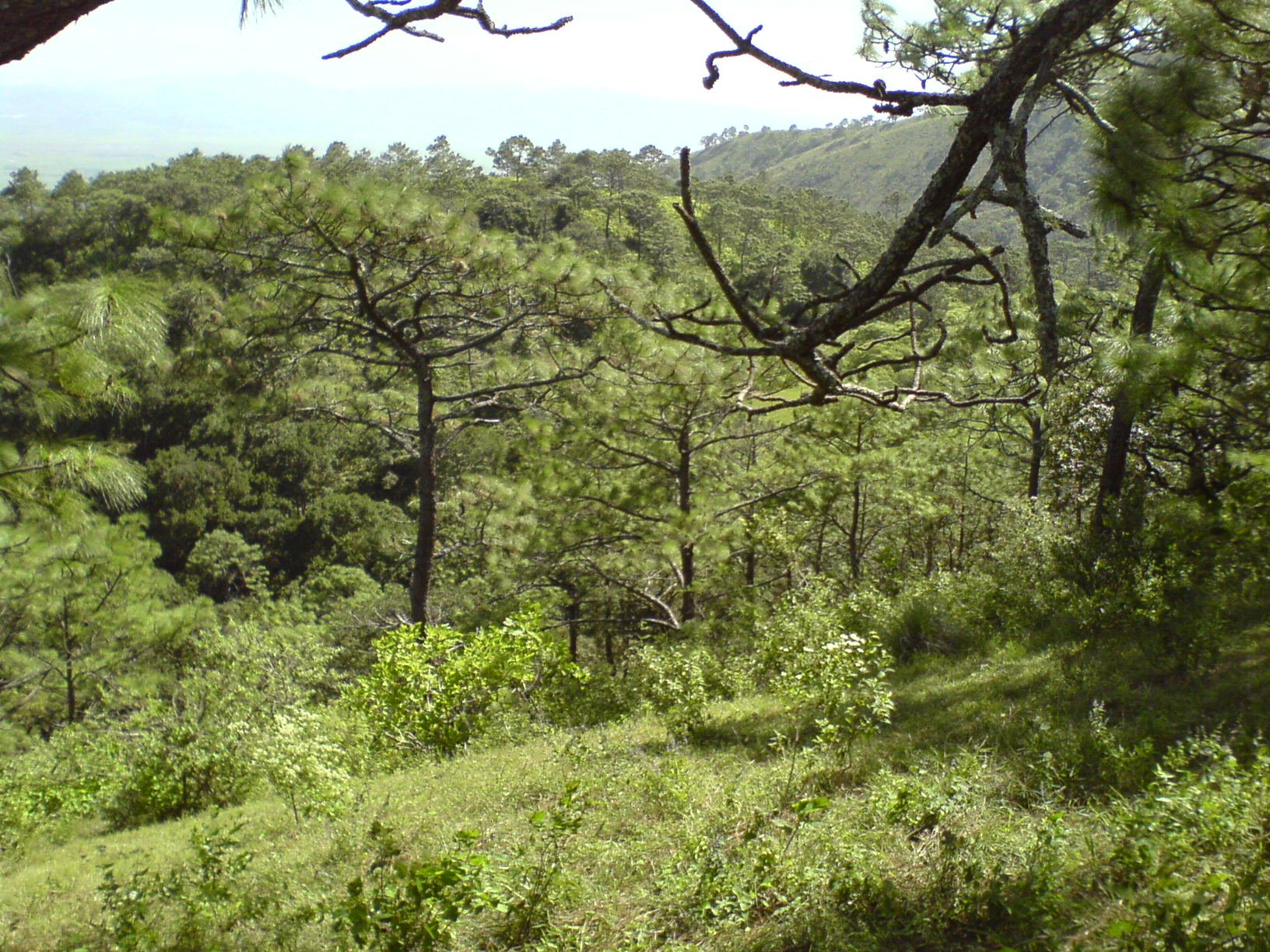
Wald mit Vertretern von Pinus devoniana in Nayarit, Mexiko

Pinus devoniana ist eine Art aus der Gattung der Kiefern (Pinus), in der sie der Untergattung Pinus, Sektion Trifoliae und Untersektion Ponderosae zugeordnet ist. Sie wurde von John Lindley 1839 in Edwards's Botanical Register erstmals wissenschaftlich beschrieben. Das Typusexemplar stammte aus der mexikanischen Stadt Mineral del Monte im Bundesstaat Hidalgo. Der Gattungsname Pinus wurde schon von den Römern für mehrere Kiefernarten verwendet. Das Artepitheton devoniana ehrt den sechsten Duke of Devonshire, William Spencer Cavendish (1790–1858), der großes Interesse am Gärtnern hatte. Die Art ist häufig unter dem von Maximino Martínez aufgestellten Synonym Pinus michoacana Martinez bekannt. Martínez arbeitete an der Systematik der Kiefern Mexikos während der Zeit des Zweiten Weltkriegs und hatte daher keinen Zugang zu den Veröffentlichungen von John Lindley. Er vermutete jedoch, dass es sich um Pinus devoniana oder einer anderen bereits beschriebenen Art handeln könnte.
Das Erscheinungsbild von Nadeln und Zapfen ist sehr variabel, sodass die Art unter einer Vielzahl von Namen beschrieben wurde. Die Übergänge zwischen den unterschiedlichen Erscheinungsformen sind jedoch kontinuierlich, sodass eine formale taxonomische Unterteilung nicht gerechtfertigt ist. Diese Variabilität wird auch durch Hybridisierung mit der nahe verwandten Art Pinus montezumae verursacht, mit der sie ein großes Überschneidungsgebiet hat. Die Übergänge sind dabei so kontinuierlich, dass beide Arten auch als Varietäten einer Art gesehen werden könnten. Der korrekte Name des Taxons wäre dann Pinus montezumae var. macrophylla (Lindl.) Parl. Sie unterscheidet sich jedoch von Pinus montezumae durch das Grasstadium, das sie widerstandsfähiger gegen Feuer macht. Sie besiedelt daher deutlich rascher abgeholzte oder abgebrannte Flächen, während Pinus montezumae eher in älteren Wäldern zu finden ist.
Weitere Synonyme der Art sind Pinus filifolia Lindl., Pinus grenvilleae Gordon, Pinus macrophylla Lindl., Pinus magnifica Roezl, Pinus michoacaensis Roezl, Pinus michoacana Martínez, Pinus nec-plus-ultra Roezl, Pinus ocampii Roezl, Pinus pawlikowskiana Roezl ex Carrière, Pinus pawlikowskiana Roezl ex Gordon, Pinus quevedoi (Martínez) Gaussen, Pinus skinneri Forbes ex Gordon, Pinus verschaffeltii Roezl ex Carrière, Pinus wincesteriana Gordon, Pinus zamoraensis Roezl ex Gordon und Pinus zitacuarensis Roezl.

## Verwendung
Pinus devoniana ist eine im Süden Mexikos und in Guatemala weit verbreitete und zahlreiche Art. Die Bäume werden jedoch nicht sehr hoch, haben wenig gerade Stämme und oft tief liegende Äste. Sie wird daher nur selten als Holzlieferant genutzt. Andererseits wird das Holz lokal häufig als Feuerholz verwendet. Das Holz wird auch zur Herstellung von Zaunpfosten, Kisten, Möbel und für Griffe eingesetzt. Pinus devoniana wird kaum gärtnerisch verwendet, obwohl sie zu den Arten mit den längsten Nadeln zählt und große Zapfen und eine rotbraune Stammborke bildet.